# Jüri Tamm
Jüri Tamm (Pärnu, 1957. február 5. – 2021. szeptember 22.) olimpiai bronz- és világbajnoki ezüstérmes szovjet-észt atléta, kalapácsvető, politikus, sportvezető.

## Életútja

### Sportpályafutása
1957. február 5-én született Pärnuban. 1972-ben kezdett atletizálni. Első nemzetközi sikere az 1983-as edmontoni universiadén volt, ahol aranyérmet szerzett. Az 1980-as moszkvai olimpián és az 1988-as szöulin bronzérmet szerzett. Az 1987-es római világbajnokságon ezüstérmes lett.
1980-ban – rövid ideig – 80,46 méterrel világcsúcstartó volt, amelyet szovjet csapattársai Jurij Szjedih és Szergej Litvinov hamar megdöntöttek. Személyes legjobb eredményét 1984-ben érte el 84,40 méterrel, de ebben az évben a szovjet bojkott miatt nem vehetett részt a Los Angeles-i olimpián. Az 1992-es barcelonai olimpián már észt színekben indult és ötödik helyezett lett. Az 1996-os atlantai olimpia után – ahol nem jutott a döntőbe – visszavonult a versenyzéstől.

### Politikusként
1999 és 2011 között parlamenti képviselő volt a Riigikoguban az Észt Szociáldemokrata Párt képviseletében. 2001 és 2008 között az Észt Olimpiai Bizottság alelnöke, 2001 és 2005 között az Európai Olimpiai Bizottság (EOC) Sportolói Bizottságának elnöke, valamint az EOC végrehajtó testületének tagja volt. 2007-ben tiszteletbeli monacói konzul lett Észtországban.

## Sikerei, díjai
- Olimpiai játékok – kalapácsvetés
  - bronzérmes (2): 1980, Moszkva, 1988, Szöul
- Világbajnokság – kalapácsvetés
  - ezüstérmes: 1987, Róma
- Universiade
  - aranyérmes: 1983
  - ezüstérmes: 1981
- Szovjet bajnokság
  - bajnok: 1987, 1988
- Észt bajnokság
  - bajnok: 1991, 1993, 1994